# Charles Chevalier
Pour personnage de film, voir Le Souffle au cœur#Distribution.
Pour les articles homonymes, voir Chevalier.
Ne doit pas être confondu avec Charles François Chevalier.
Charles Louis Chevalier (Paris, 19 avril 1804 - Paris, 21 novembre 1859) est un ingénieur-opticien français.

## Biographie
Charles Chevalier est membre d'une longue lignée d'ingénieurs-opticiens remontant à 1760 et son père, Vincent Chevalier, a travaillé sur la conception de objectifs achromatiques pour microscopes.[Texte
Père et fils étaient associés, au 69, quai de l'Horloge, lorsqu'ils commercialisèrent pour la première fois en 1823 leurs objectifs achromatiques. Deux ans plus tard, Nicéphore Niépce demanda leur aide pour perfectionner ses chambres photographiques expérimentales.
Charles se sépare de son père en 1831 et fonde sa propre entreprise au 163, rue du Palais-Royal, commercialisant ses propres microscopes et formant Camille-Sébastien Nachet au métier d'opticien.
L'apparition du daguerréotype pousse Charles Chevalier à s'intéresser à la photographie et, en 1841, il installe un atelier où il va former Alphonse Plumier. Il travaille alors, dans l'effervescence scientifique des années 1840-1850, à l'amélioration du procédé photographique ; ses apports sont discutés. Une photographie du chimiste et pharmacien Antoine-Jérôme Balard, dont le montage comporte au dos  une étiquette commerciale de Vincent Chevalier, lui est attribué,.
À la mort de son père, Charles fusionne les deux sociétés. L'atelier du 69, quai de l'Horloge va ensuite être repris par l'ingénieur-opticien Pierre-Ambroise Richebourg qui avait été apprenti pendant 10 ans chez Vincent Chevalier.
Son fils Arthur Chevalier est également ingénieur-opticien.

## Publications
- Conseils aux artistes et aux amateurs, sur l’application de la chambre claire (camera lucida) à l’art du dessin, ou Instruction théorique et pratique sur cet instrument, ses différentes formes et son utilité dans les arts et les sciences, Paris, 1838, 48 p. (lire en ligne).
- Des microscopes et de leur usage : description d'appareils et de procédés nouveaux, suivie d'expériences microscopiques puisées dans les meilleurs ouvrages anciens et les notes de M. Le Baillif, et d'un mémoire sur les diatomées, etc, Chez l'auteur & Crochard, 1839, 284 p. (lire en ligne).
- Mélanges photographiques : complément des nouvelles instructions sur l'usage du daguerréotype, Paris, chez l'auteur, 1844, 127 p. (lire en ligne).
- Recueil de mémoires et de procédés nouveaux concernant la photographie sur plaques métalliques et sur papier, Paris, 1847, XXVII-164-11-XLVIII-16 p..
- Guide du photographe. 1re partie : Description et emploi raisonné des instruments d'optique appliqués à la photographie. 2e partie : Nouveaux mémoires et renseignements sur les moyens d'obtenir de belles épreuves sur papier, collodion, albumine et plaques métalliques, Paris, 1854, 80-112-56 p. (lire en ligne).
- Photographie sur papier sec, glaces albuminées, collodion, plaques métalliques. Divers procédés par MM. E. Bacot, Baillieu d'Avrincourt, Bayard, Arthur Chevalier, A. Festeau. Description d'une nouvelle chambre obscure pour opérer en pleine lumière. Avantages de l'objectif à verres combinés inventé par Charles Chevalier, Paris, Palais-Royal, 1857, 75 p..